# پاکس (افسانه)

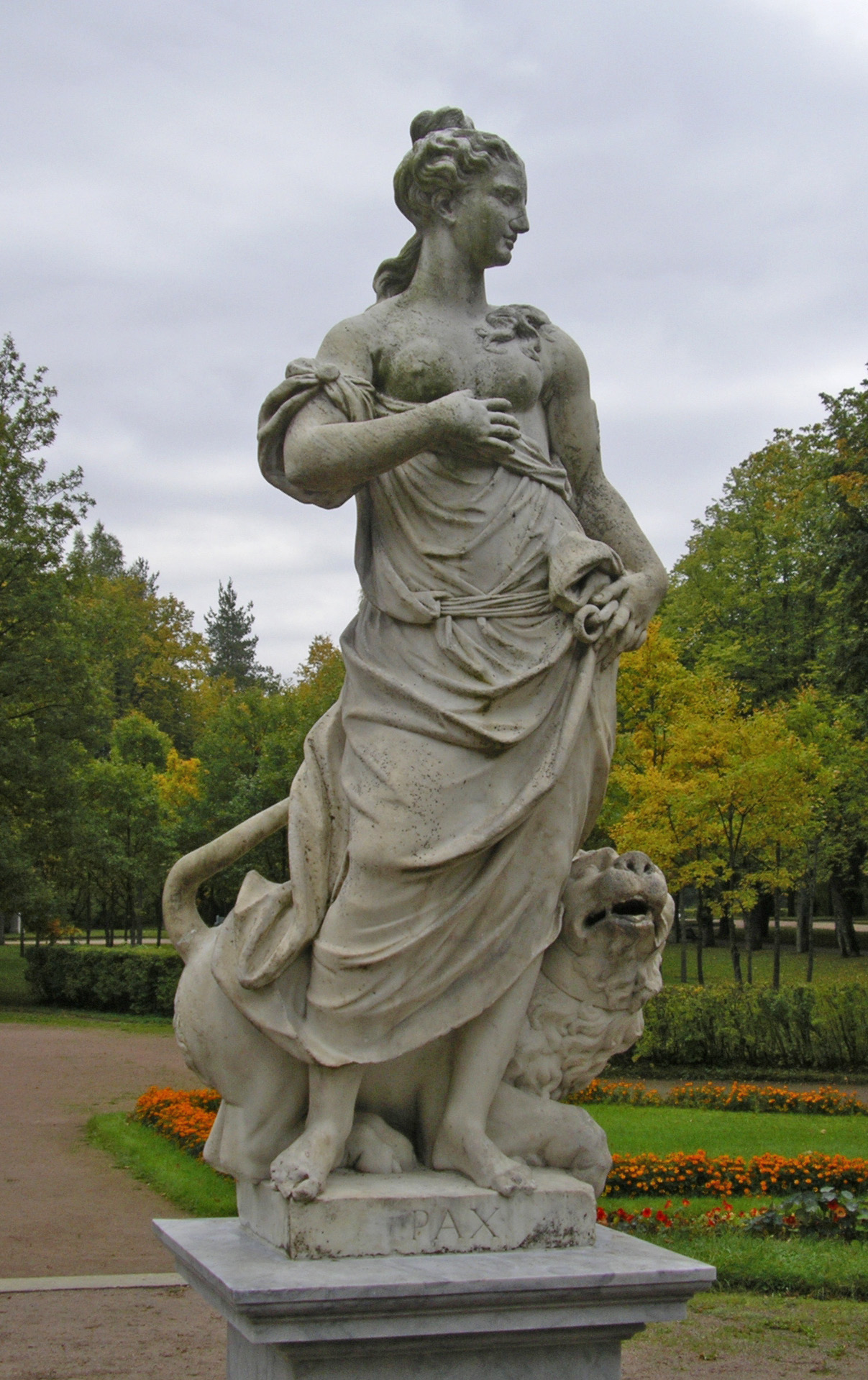
تندیس پاکس در باغ کاخ پاولوسکی

پاکس (به لاتین: Pax) ایزدبانویی در اساطیر روم در دوران آگوستوس بود. در هنر، پاکس با شاخه‌های زیتون، ظرفی مانند شاخ یا قیف و یک عصای سلطنتی به تصویر کشیده شده‌است. پاکس دختر ژوپیتر و بانوی عدالت است.